# Juego del Año

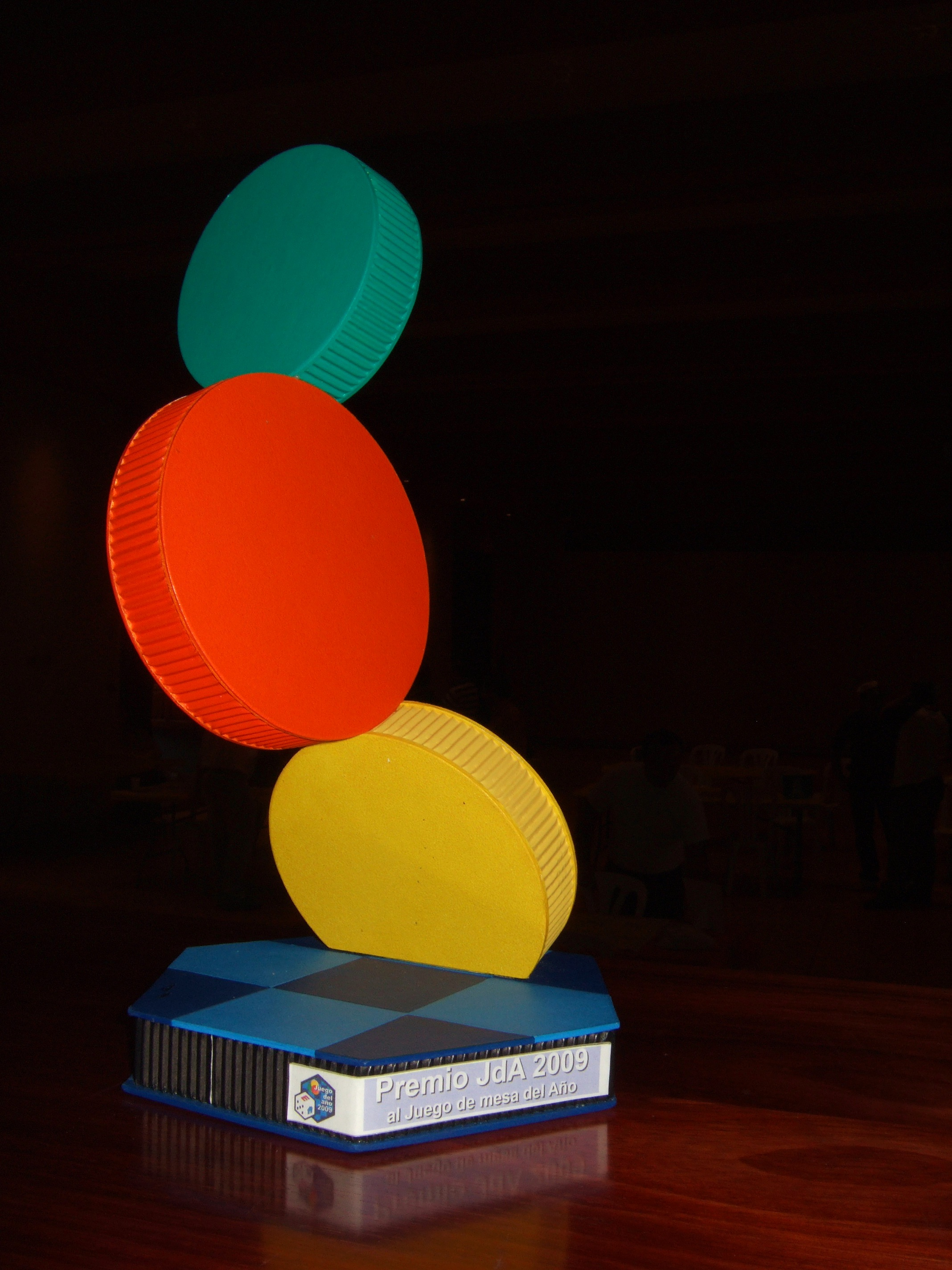
Der Gewinner des spanischen Juego del Año 2009, das Spiel Dixit

Der Juego del Año (spanisch für Spiel des Jahres) ist ein Spielepreis, der seit 2005 in Spanien vergeben wird. Die Preisverleihung findet jedes Jahr im Oktober auf der nationalen Spielemesse Encuentro Nacional de Juegos de Mesa in wechselnden Städten statt. Im August wird die Zusammensetzung der Jury bekanntgegeben, die Spieleauswahl und die Veröffentlichung der Finalisten sowie einer Empfehlungsliste (seit 2014) erfolgt im September.

## Grundlage
Das Juego del Año wird jährlich an ein Autorenspiel vergeben, das in Spanisch oder einer anderen offiziellen Sprache in Spanien veröffentlicht und im Zeitraum von letztjährigen September bis zum August des laufenden Jahres aufgelegt wurde. Ausgeschlossen sind Rollenspiele, klassische Kartenspiele und Sammelfiguren sowie strikte Kinderspiele sowie Ergänzungsausgaben oder Neuauflagen von Spielen, die in anderen Sprachen erschienen sind, auch wenn sie eine spanische Übersetzung enthalten.

## Preisträger (einschließlich Finalisten)
| 2005 • 2006 • 2007 • 2008 • 2009 • 2010 • 2011 • 2012 • 2013 • 2014 • 2015 • 2016 • 2017 • 2018 • 2019 • 2020 • 2021 • 2022 • 2023 • 2024 |

| Jahr | Gewinner | Spiel (deutscher Titel)                                                  | Autor(en)                                                                   | Verlag                             |
| ---- | -------- | ------------------------------------------------------------------------ | --------------------------------------------------------------------------- | ---------------------------------- |
| 2005 |          | ¡Aventureros al tren! (Zug um Zug)                                       | Alan R. Moon                                                                | Days of Wonder, Edge Entertainment |
| 2005 |          | Alhambra                                                                 | Dirk Henn                                                                   | Queen Games, Mercurio              |
| 2005 |          | Los hombres lobo de Castronegro (Die Werwölfe von Düsterwald)            | Philippe des Phalliéres, Hervé Marly                                        | Crómola                            |
| 2005 |          | El misterio de la abadía (Das Geheimnis der Abtei)                       | Bruno Faidutti, Serge Laget                                                 | Days of Wonder, Edge Entertainment |
| 2005 |          | Genial (Einfach Genial)                                                  | Reiner Knizia                                                               | Devir                              |
| 2005 |          | Heroscape                                                                | Stephen Baker, Rob Daviau und Craig Van Ness                                | Hasbro                             |
| 2006 |          | Exploradores (Lost Cities)                                               | Reiner Knizia                                                               | Devir                              |
| 2006 |          | Buccaneer (Seeräuber)                                                    | Stefan Dorra                                                                | Mercurio                           |
| 2006 |          | Ca$h ’n Gun$                                                             | Ludovic Maublanc                                                            | Crómola                            |
| 2006 |          | Pingüinos & CIA (Packeis am Pol)                                         | Günter Cornett, Alvydas Jakeliunas                                          | Devir                              |
| 2006 |          | Railroad Tycoon                                                          | Martin Wallace, Glenn Drover                                                | Edge                               |
| 2006 |          | Tombouctou (Timbuktu)                                                    | Dirk Henn                                                                   | Mercurio                           |
| 2007 |          | Los Pilares de la Tierra (Die Säulen der Erde)                           | Michael Rieneck, Stefan Stadler                                             | Devir                              |
| 2007 |          | Bohnanza                                                                 | Uwe Rosenberg                                                               | Mercurio                           |
| 2007 |          | Caylus                                                                   | William Attia                                                               | Edge                               |
| 2007 |          | Hive: La Colmena                                                         | John Yianni                                                                 | Crómola                            |
| 2007 |          | Príncipes de Florencia (Die Fürsten von Florenz)                         | Wolfgang Kramer, Richard Ulrich                                             | Excalibur                          |
| 2007 |          | Puerto Rico                                                              | Andreas Seyfarth                                                            | Devir                              |
| 2008 |          | Agricola                                                                 | Uwe Rosenberg                                                               | Homoludicus                        |
| 2008 |          | Bandu (Bausack)                                                          | Klaus Zoch                                                                  | Mercurio                           |
| 2008 |          | Kingsburg                                                                | Andrea Chiarvesio, Luca Iennaco                                             | Edge                               |
| 2008 |          | Time’s up!                                                               | Peter Sarret                                                                | Crómola                            |
| 2008 |          | ¡Toma 6! (6 nimmt!)                                                      | Wolfgang Kramer                                                             | Mercurio                           |
| 2008 |          | Ubongo                                                                   | Grzegorz Rejchtman                                                          | Homoludicus                        |
| 2009 |          | Dixit                                                                    | Jean-Louis Roubira                                                          | Morapiaf                           |
| 2009 |          | Alta Tensión (Funkenschlag)                                              | Friedemann Friese                                                           | Edge                               |
| 2009 |          | Dice Town                                                                | Bruno Cathala, Ludovic Maublanc                                             | Matagot / Asmodée Ibérica          |
| 2009 |          | Dominion                                                                 | Donald X. Vaccarino                                                         | Devir                              |
| 2009 |          | GiftTRAP                                                                 | Nick Kellet                                                                 | Morapiaf                           |
| 2009 |          | La vuelta al mundo en 80 días (In 80 Tagen um die Welt)                  | Michael Rieneck                                                             | Devir                              |
| 2010 |          | Fauna                                                                    | Friedemann Friese                                                           | Homoludicus                        |
| 2010 |          | Fresco (Fresko)                                                          | Marco Ruskowski, Marcel Süßelbeck & Wolfgang Panning                        | Queen Games / Mercurio             |
| 2010 |          | Identik                                                                  | William P. Jacobson, Amanda A. Kohou                                        | Asmodée Ibérica                    |
| 2010 |          | Pony Express                                                             | Bruno Faidutti, Antoine Bauza                                               | Fun Forge                          |
| 2010 |          | Ritmo y Bola (We Will Rock You)                                          | Gabriel Ecoutin                                                             | Asmodée Ibérica                    |
| 2010 |          | The Adventurers: El Templo de Chac (Die Abenteurer: Der Tempel des Chac) | Frédéric Henry, Guillaume Blossier                                          | Edge                               |
| 2010 |          | Tinners’ Trail                                                           | Martin Wallace                                                              | El Viejo Tercio                    |
| 2010 |          | Un mundo sin fin (Die Tore der Welt)                                     | Michael Rieneck, Stefan Stadler                                             | Devir                              |
| 2011 |          | La Isla Prohibida (Die verbotene Insel)                                  | Matt Leacock                                                                | Devir                              |
| 2011 |          | 7 Wonders                                                                | Antoine Bauza                                                               | Repos Games / Asmodée Ibérica      |
| 2011 |          | Finca                                                                    | Ralf Zur Linde, Wolfgang Sentker                                            | Devir                              |
| 2011 |          | Félix, el gato encerrado                                                 | Friedemann Friese                                                           | Edge                               |
| 2012 |          | Santiago de Cuba                                                         | Michael Rieneck                                                             | Ludonova                           |
| 2012 |          | Hanabi                                                                   | Antoine Bauza                                                               | Cocktail Games / Asmodée Ibérica   |
| 2012 |          | Kingdoms                                                                 | Reiner Knizia                                                               | Edge                               |
| 2012 |          | La Villa de Inka (La Villa)                                              | Inka & Markus Brand                                                         | Ludonova                           |
| 2012 |          | The Island                                                               | Julian Courtland-Smith                                                      | Asmodée Ibérica                    |
| 2013 |          | Las leyendas de Andor (Die Legenden von Andor)                           | Michael Menzel                                                              | Devir                              |
| 2013 |          | El Principito (Der Kleine Prinz: Mein Zuhause ist zu klein)              | Antoine Bauza, Bruno Cathala                                                | Asmodée Ibérica                    |
| 2013 |          | Polilla tramposa (Mogel Motte)                                           | Emely & Lukas Brand                                                         | Devir                              |
| 2013 |          | River Dragons                                                            | Roberto Fraga                                                               | Matagot / Asmodée Ibérica          |
| 2013 |          | San Juan                                                                 | Andreas Seyfarth                                                            | Devir                              |
| 2014 |          | Jaipur                                                                   | Sébastien Pauchon                                                           | Asmodée Ibérica                    |
| 2014 |          | Camel Up                                                                 | Steffen Bogen                                                               | Ediciones MasQueOca                |
| 2014 |          | Concept                                                                  | Gaëtan Beaujannot, Alain Rivollet                                           | Asmodée Ibérica                    |
| 2014 |          | Augustus                                                                 | Paolo Mori                                                                  | Asmodée Ibérica                    |
| 2014 |          | Marrakech                                                                | Dominique Ehrhard                                                           | Morapiaf                           |
| 2014 |          | ¡Rescate! (Flash Point: Flammendes Inferno)                              | Kevin Lanzing                                                               | Devir                              |
| 2015 |          | Colt Express                                                             | Christophe Raimbault                                                        | Ludonaute / Asmodée Ibérica        |
| 2015 |          | Ciudad Machi Koro (Machi Koro)                                           | Masao Suganuma                                                              | Homoludicus / Devir                |
| 2015 |          | El Grande (2. Ausgabe)                                                   | Wolfgang Kramer, Richard Ulrich                                             | Devir                              |
| 2015 |          | Lords of Xidit                                                           | Régis Bonnessée                                                             | Libellud / Asmodée Ibérica         |
| 2015 |          | Manila                                                                   | Franz-Benno Delonge                                                         | Devir                              |
| 2016 |          | Pandemic Legacy (Pandemie: Legacy)                                       | Matt Leacock, Rob Daviau                                                    | Devir                              |
| 2016 |          | Código Secreto (Codenames)                                               | Vlaada Chvátil                                                              | Devir                              |
| 2016 |          | Flick ’em up! Tierra de forajidos (Flick ’em up!)                        | Gaëtan Beaujannot, Jean Yves Monpertuis                                     | Ludonova                           |
| 2016 |          | Patchwork                                                                | Uwe Rosenberg                                                               | Maldito Games                      |
| 2016 |          | Watson & Holmes – Diarios del 221B                                       | Jesús Torres Castro                                                         | Ludonova                           |
| 2017 |          | Dice Forge                                                               | Régis Bonnessée                                                             | Libellud / Asmodée Ibérica         |
| 2017 |          | Istanbul                                                                 | Rüdiger Dorn                                                                | Devir                              |
| 2017 |          | Magic Maze                                                               | Kasper Lapp                                                                 | 2Tomatoes                          |
| 2017 |          | Samurái                                                                  | Reiner Knizia                                                               | Edge / Asmodée Ibérica             |
| 2017 |          | Tikal                                                                    | Wolfgang Kramer, Michael Kiesling                                           | Maldito Games                      |
| 2018 |          | Azul                                                                     | Michael Kiesling                                                            | Plan B Games – Asmodee Ibérica     |
| 2018 |          | Iquazú                                                                   | Michael Feldkötter                                                          | Haba                               |
| 2018 |          | Los castillos de Borgoña                                                 | Stefan Feld                                                                 | Maldito Games                      |
| 2018 |          | Mechs vs. Minions                                                        | Chris Cantrell, Rick Ernst, Stone Librande, Prashant Saraswat, Nathan Tiras | Riot Games                         |
| 2018 |          | Sagrada                                                                  | Daryl Andrews, Adrian Adamescu                                              | Devir                              |
| 2019 |          | El Dorado                                                                | Reiner Knizia                                                               | Ravensburger Ibérica               |
| 2019 |          | Cryptid                                                                  | Hal Duncan, Ruth Veevers                                                    | Do it Games                        |
| 2019 |          | Inis                                                                     | Christian Martínez                                                          | Gen X                              |
| 2019 |          | Manhattan                                                                | Andreas Seyfarth                                                            | Mercurio                           |
| 2019 |          | Optimus                                                                  | Wolfgang Warsch                                                             | Devir                              |
| 2020 |          | La tripulación                                                           | Thomas Sing                                                                 | Devir                              |
| 2020 |          | Draftosaurus                                                             | Antoine Bauza, Corentin Lebrat, Ludovic Maublanc, Théo Rivière              | Zacatrus! & Brain picnic           |
| 2020 |          | Las Vegas Royale                                                         | Rüdiger Dorn                                                                | Ravensburger Ibérica               |
| 2020 |          | Five Tribes Los genios de Nagala                                         | Bruno Cathala                                                               | Maldito Games                      |
| 2020 |          | Undaunted: Normandy                                                      | Trevor Benjamin, David Thompson                                             | Do it Games                        |
| 2021 |          | Kingdom Builder                                                          | Donald X. Vaccarino                                                         | Devir                              |
| 2021 |          | MicroMacro: Crime City                                                   | Johannes Sich                                                               | SD Games                           |
| 2021 |          | Paleo                                                                    | Peter Rustemeyer                                                            | Devir                              |
| 2021 |          | The Red Cathedral                                                        | Sheila Santos, Israel Cendrero                                              | Devir                              |
| 2021 |          | Unmatched                                                                | Rob Daviau, Craig Van Ness, JR Honeycutt, Justin D. Jacobson                | TCG Factory                        |
| 2022 |          | Hibachi                                                                  | Marco Teubner                                                               | Arrakis Games                      |
| 2022 |          | Cascadia                                                                 | Randy Flynn                                                                 | Delirium Games                     |
| 2022 |          | Combo Up                                                                 | Katja Stremmel                                                              | Mercurio                           |
| 2022 |          | Top Ten                                                                  | Aurélien Picolet                                                            | Asmodee / Cocktail Games           |
| 2022 |          | Treasure Hunter                                                          | Richard Garfield                                                            | Devir                              |
| 2023 |          | Scout                                                                    | Kei Kajino                                                                  | Gen X Games                        |
| 2023 |          | Dice Throne                                                              | Nate Chatellier, Manny Trembley                                             | Delirium Games                     |
| 2023 |          | Fun Facts                                                                | Kasper Lapp                                                                 | Repos Production / Asmodee         |
| 2023 |          | Heat                                                                     | Asger Harding Granerud, Daniel Skjold Pedersen                              | Days of Wonder / Asmodee           |
| 2023 |          | Pan Am                                                                   | Prospero Hall                                                               | Funko Games                        |
| 2024 |          | 5 Minute Dungeon                                                         | Connor Reid                                                                 | Wiggles 3D / Asmodee               |
| 2024 |          | Cat in the Box                                                           | Muneyuki Yokouchi                                                           | Maldito Games                      |
| 2024 |          | Horrified                                                                | Prospero Hall                                                               | Ravensburger Ibérica               |
| 2024 |          | Pueblo                                                                   | Wolfgang Kramer, Michael Kiesling                                           | Maldito Games                      |
| 2024 |          | Wonderland’s War                                                         | Tim Eisner, Ben Eisner, Ian Moss                                            | Last Level                         |